# Czaplinek
Czaplinek là một thị trấn thuộc huyện Drawski, tỉnh Zachodniopomorskie ở tây-bắc Ba Lan. Thị trấn có diện tích 14 km². Đến ngày 1 tháng 1 năm 2011, dân số của thị trấn là 6897 người và mật độ 506 người/km².